# Jean-Baptiste Jeangène Vilmer
Jean-Baptiste Jeangène Vilmer, né le 25 septembre 1978 à Pithiviers, est un philosophe, juriste et politologue français, ambassadeur de France au Vanuatu depuis 2022. Directeur de l'Institut de recherche stratégique de l'École militaire (IRSEM) de 2016 à 2022, membre du Academic Advisory Board du Collège de défense de l'OTAN, il a également enseigné les relations internationales, l'éthique et le droit de la guerre dans plusieurs établissements français.

## Parcours

### Formation
Après un DEA en philosophie (université Paris-Sorbonne) obtenu en 2001 et un LLM (maitrise de droit) obtenu en 2008 à l'université McGill, il obtient en 2009 un doctorat en cotutelle, en études politiques (à l'École des hautes études en sciences sociales, EHESS et au Centre d'études sociologiques et politiques Raymond Aron, CESPRA) et en philosophie (université de Montréal, UdeM), avec une thèse sur L’Intervention militaire justifiée par des raisons humanitaires.  
Le livre qui en est tiré a remporté le prix Olivier-Debouzy (d) (2012) et le prix du Maréchal-Foch de l'Académie française (2013). Il a passé sa dernière année de thèse au MacMillan Center for International and Area Studies de l'université Yale en tant que visiting post-graduate fellow. Il a également été auditeur de la session nationale « Politique de défense » de l'Institut des hautes études de défense nationale (IHEDN).

### Enseignement et recherche
Il a été chargé de cours à l'université de Montréal (2004-2007, 2013), au Department of War Studies du King's College de Londres (2010-2011). Il a été chercheur invité au Amsterdam Center for International Law de la Faculté de droit de l'université d'Amsterdam (2009), chercheur postdoctoral à l’École normale supérieure de la rue d'Ulm (2010) et à la Faculté de droit de l'université McGill (Québec) en 2011-2013. 
Il enseigne de 2013 à fin 2022 à Sciences-Po (Paris School of International Affairs) et à l'École normale supérieure de Paris (Centre interdisciplinaire d'études sur le nucléaire et la stratégie).

### Parcours au ministère des Affaires étrangères et au ministère des Armées
Attaché stagiaire à l'ambassade de France au Turkménistan (2007-2008), il a été chargé de mission au Centre d'analyse, de prévision et de stratégie du Quai d'Orsay de 2013 à 2016. 
Il est directeur de l'Institut de recherche stratégique de l'École militaire (IRSEM) de 2016 à 2022.
En octobre 2022, il est nommé ambassadeur de France au Vanuatu.

### Idées
En théorie des relations internationales, il défend un « réalisme libéral » dans la lignée de Raymond Aron, Stanley Hoffmann (université Harvard) et Pierre Hassner. Ses recherches portent essentiellement sur la guerre. Il est le cofondateur et ancien vice-président de l'Association pour les Études sur la Guerre et la Stratégie (AEGES). 
Par ailleurs, il a créé et codirigé la collection des Presses universitaires de France consacrée à l'analyse des séries télévisées (2012-2018) avec le philosophe Tristan Garcia,,,.  
À côté de ses articles dans les publications spécialisées,, Jean-Baptiste Jeangène Vilmer est régulièrement amené à s'exprimer dans les médias généralistes francophones.  
Dans la presse écrite, on le retrouve ainsi dans des tribunes ou des entretiens publiés dans des périodiques comme Le Monde, où il intervient sur le Turkménistan, les relations avec les dictatures, l'intervention en Libye, la mort d'Oussama ben Laden, l'Afrique et la Cour pénale internationale, la question de l'intervention en Syrie,,,,, l'intervention au Mali, l'usage de la torture, l'Érythrée, les « robots tueurs » ou l'interventionnisme militaire.

## Publications
- Les Opérations extérieures de la France (avec Julian Fernandez), Paris, CNRS Éditions, 2020[37].
- Théories des relations internationales, coll. « Que sais-je ? », Paris, PUF, 2020[38].
- Les manipulations de l'information : un défi pour nos démocraties (avec Alexandre Escorcia, Marine Guillaume et Janaina Herrera), Paris, CAPS (ministère de l’Europe et des Affaires étrangères) et IRSEM (ministère des Armées), 2018[39].
- Dictionnaire de la guerre et de la paix (avec le général Benoît Durieux et Frédéric Ramel), Paris, PUF, 2018[40].
- Djibouti. De roc, de sable et de sel (avec Franck Gouéry), Paris, Non Lieu, 2017 (photographies)[41].
- La Responsabilité de protéger, coll. « Que sais-je ? », Paris, PUF, 2015[42].
- Érythrée, un naufrage totalitaire, Paris, PUF, 2015[43].
- Érythrée, entre splendeur et isolement, Paris, Non Lieu, 2015 (photographies)[44].
- Éthique des relations internationales. Problématiques contemporaines, Paris, PUF, 2013[45].
- 24 heures chrono : le choix du mal, Paris, PUF, 2012[46].
- La Guerre au nom de l'humanité : tuer ou laisser mourir (préf. Hubert Védrine[47]), Paris, PUF, 2012[48],[49],[50],[51],[52].

- Prix du Maréchal-Foch 2013 de l’Académie française
- Pas de paix sans justice ? Le dilemme de la paix et de la justice en sortie de conflit armé, Paris, Presses de Sciences Po, coll. « Références », 2011[53].
- Les Afars d'Éthiopie. Dans l'enfer du Danakil, Paris, Non Lieu, 2011[54].
- Anthologie d'éthique animale. Apologies des bêtes, (dir.), Paris, PUF, 2011[55].
- L'éthique animale, Paris, PUF, coll. « Que sais-je ? », 2011 (réimpr. 2e édition 2015, 3e édition 2018)[56].
- Turkménistan, Paris, CNRS Éditions, coll. « Réseau Asie », 2010[57].
- Philosophie animale. Différence, responsabilité et communauté, Paris, Vrin, coll. « Textes clés », 2010[58].
- Turkménistan, Paris, Non Lieu, 2009 (photographies).
- Réparer l'irréparable : les réparations aux victimes devant la Cour pénale internationale (préf. Antoine Garapon), Paris, PUF, 2009[59].
- La religion de Sade, Paris, Éditions de l'Atelier, coll. « La religion des philosophes », 2008[60],[61].
- Éthique animale (préf. Peter Singer), Paris, PUF, coll. « Éthique et philosophie morale », 2008[62],[63].
- Sade moraliste : le dévoilement de la pensée sadienne à la lumière de la réforme pénale au XVIIIe siècle (préf. Maurice Lever), Genève, Droz, coll. « Bibliothèque des Lumières », 2005[64],[65].

## Distinctions
- Munich Young Leader, Munich Security Conference et Körber Foundation, Allemagne (2018)[66]
- Prix du maréchal Foch de l'Académie française, France (2013)[67]
- Prix Olivier-Debouzy, France (2012)[68]
- Bourse postdoctorale Frederick Banting, Canada (2011-2013)[69]
- Prix Aguirre-Basualdo en Droit et Sciences Politiques de la Chancellerie de Paris, France (2010)[70]
- Prix de la meilleure thèse de l'Université de Montréal, catégorie « arts, lettres et humanités », décernée par la FESP (2010)[71]
- Prix de la meilleure thèse en relations internationales, CERIUM, Canada (2010)[72]
- Bourse Jean-Walter Zellidja de l’Académie française, France (2008-2009)[73][source insuffisante]